# 加美町
加美町（かみまち）は、宮城県の北西部に位置する町。2003年（平成15年）4月に小野田町と中新田町、宮崎町が合併して誕生した。大崎地方に属する。

## 地理
北部から東部は大崎市、南部は色麻町、西部は奥羽山脈を隔てて山形県尾花沢市に接している。 
気候は寒暖差の大きい内陸型気候である。旧小野田町・宮崎町は降雪量が多いため豪雪地帯に指定されている。平均気温11.7℃、年間平均降水量1,223mm。
- 山：船形山、荒神山、吹越山、大倉山、薬莱山
- 河川：鳴瀬川、田川
- 湖沼：長沼、白沼、魚取沼

### 人口
| |                                        |  |
| 加美町と全国の年齢別人口分布（2005年） | 加美町の年齢・男女別人口分布（2005年） |  |
| ■紫色 ― 加美町 ■緑色 ― 日本全国 | ■青色 ― 男性 ■赤色 ― 女性              |  |
| 加美町（に相当する地域）の人口の推移 \| 1970年（昭和45年） \| 31,693人 \| \| \| 1975年（昭和50年） \| 31,121人 \| \| \| 1980年（昭和55年） \| 30,996人 \| \| \| 1985年（昭和60年） \| 30,849人 \| \| \| 1990年（平成2年） \| 30,184人 \| \| \| 1995年（平成7年） \| 29,466人 \| \| \| 2000年（平成12年） \| 28,330人 \| \| \| 2005年（平成17年） \| 27,212人 \| \| \| 2010年（平成22年） \| 25,527人 \| \| \| 2015年（平成27年） \| 23,743人 \| \| \| 2020年（令和2年） \| 21,943人 \| \| |                                        |  |
| 総務省統計局 国勢調査より |                                        |  |
| 1970年（昭和45年） | 31,693人                               |  |
| 1975年（昭和50年） | 31,121人                               |  |
| 1980年（昭和55年） | 30,996人                               |  |
| 1985年（昭和60年） | 30,849人                               |  |
| 1990年（平成2年） | 30,184人                               |  |
| 1995年（平成7年） | 29,466人                               |  |
| 2000年（平成12年） | 28,330人                               |  |
| 2005年（平成17年） | 27,212人                               |  |
| 2010年（平成22年） | 25,527人                               |  |
| 2015年（平成27年） | 23,743人                               |  |
| 2020年（令和2年） | 21,943人                               |  |

## 歴史
- 1889年（明治22年）4月1日 - 町村制施行により、現在の町域にあたる中新田町、広原村、鳴瀬村、小野田村、宮崎村、賀美石村が成立。
- 1943年（昭和18年）2月11日 - 小野田村が町制施行し、小野田町となる。
- 1954年（昭和29年）
  - 7月1日 - 宮崎村、賀美石村が合併し、宮崎町となる。
  - 8月1日 - 中新田町、広原村、鳴瀬村が合併し、中新田町となる。
- 2003年（平成15年）4月1日 - 中新田町、小野田町、宮崎町が合併し、加美町となる。
  - 当初は、色麻町を含めた加美郡4町すべてが合併し、「加美市」となることが決まっていたが、色麻町が合併協議会から脱退し、市の要件を満たせなくなった。当時の宮城県の条例では、3町での合併によって「村」となる可能性もあったが、条例改正により引き続き「町」となった。
- 2020年（令和2年）3月-町有地を風車建設用敷地として、合同会社ＪＲＥ宮城加美と町有地の地上権設定契約を町長権限で結んだ。この契約書には、問題があるとして、後に住民から訴訟を起こされている。[2]
- 2023年（令和5年）6月-2023年3月に合同会社ＪＲＥ宮城加美と猪股洋文町長が町長権限で結んだ町有地の地上権設定契約について、住民から、違法状態が解消されるまで事業者に土地利用を認めないことなどを求める訴えを起こされている。契約書には同社に対する一定以上の債権や資産を差し押さえる権利を町が放棄することが盛り込まれており、災害時や事業破綻した場合、原状回復費用などを加美町が負担せざるを得ない恐れがあり、このような契約をする場合、議会の議決を得る必要があると地方自治法では定めてあるため、違法であるとして、猪股洋文町長に対し違法状態が解消されるまで事業者に土地利用を認めないことなどを求め、訴訟を起こされている。[2]

## 行政
- 初代町長：星明朗（ほし あきお）…旧中新田町長
- 2代目町長：佐藤澄男（さとう すみお）（2007年（平成19年）6月17日当選)
- 3・4・5代目町長：猪股洋文（いのまた ひろぶみ）（2011年（平成23年）8月28日当選)
- 6代目町長:石山敬貴（いしやま けいき）（2023年（令和5年）8月6日当選）
  - 加美町長選挙：
    - 2007年（平成19年）4月、旧中新田町長でもあった星明朗の引退に伴い、新人5候補（中新田出身2名、小野田出身3名）で町長選が行われたが、トップの佐藤澄男（元町議、小野田出身）も法定得票（有効投票数の4分の1）に足りず、宮城県で初、全国では4例目の再選挙が2007年（平成19年）6月17日に行われた。4月町長選の最下位候補が立候補せず、新人4候補（中新田出身2名、小野田出身2名）で行われ、次点の猪股洋文（元県職員、中新田出身）と6票差で佐藤が当選した。
    - 任期満了に伴う2011年の選挙では、逆に猪股（当時・社福法人の役員）が佐藤を下す結果となった。猪股は2015年の選挙では無投票再選、2019年に新人を下して再選となり、3期目。
    - 2023年（令和5年）8月の選挙は元衆議院議員の石山が現職の猪俣を破って、初当選を果たす[3]。

### 支所
- 小野田支所：加美町字長檀75-2
- 宮崎支所：加美町宮崎字屋敷一番52-4

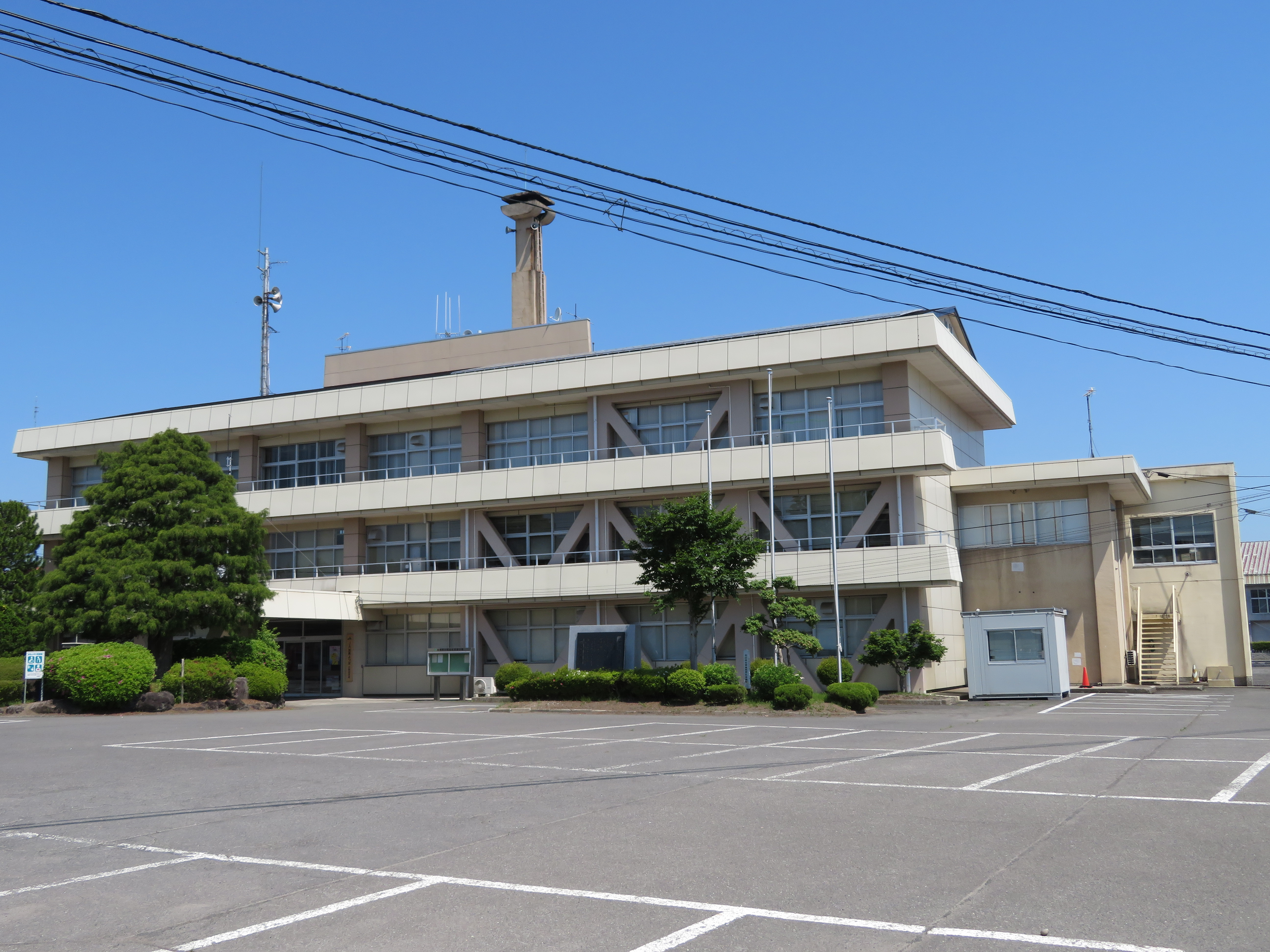
小野田支所（旧小野田町役場庁舎）
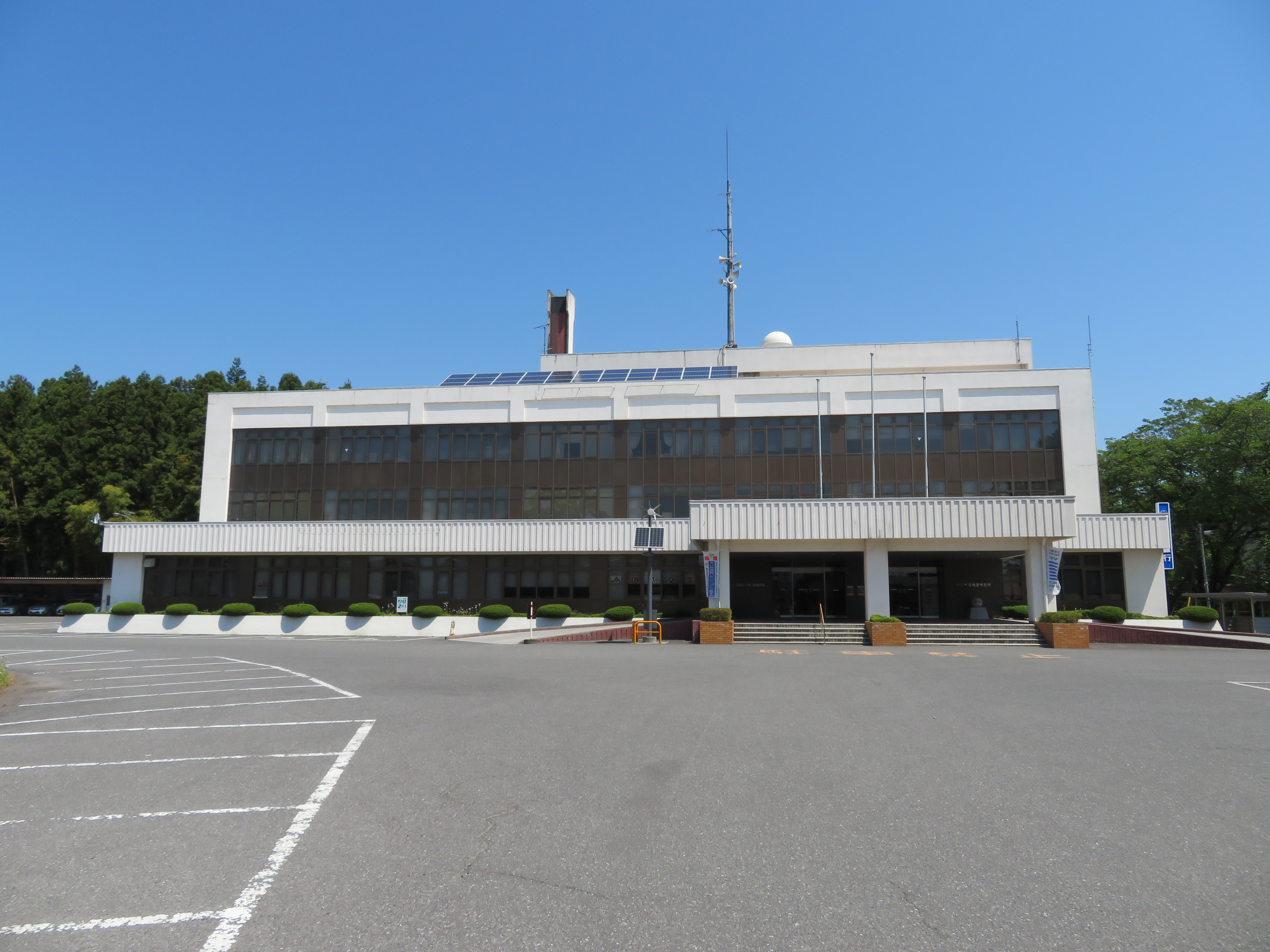
宮崎支所（旧宮崎町役場庁舎）

## 友好都市
- 山形市（山形県）
  - 1989年（平成元年）7月18日友好都市提携。当時の中新田町が友好都市提携している。

## 経済

### 産業
- 産業分類別就業人口（2000年（平成12年）国勢調査）
  - 第一次産業：2,562人
  - 第二次産業：5,837人
  - 第三次産業：6,257人
  - 合計：14,656人

### 郵便局
- 中新田郵便局（集配局）
- 小野田郵便局（集配局）
- 宮崎郵便局（集配局）
- 加美鳴瀬郵便局
- 西小野田郵便局
- 賀美石郵便局

### 商業施設
- イオンスーパーセンター加美店

## 教育

### 高校
- 宮城県中新田高等学校

### 中学校
- 加美町立中新田中学校
- 加美町立鳴峰中学校

中新田中学校は、文部科学省が推進する「学力向上フロンティア」指定校（フロンティアスクール）である。

### 小学校
- 加美町立旭小学校
- 加美町立鹿原小学校
- 加美町立賀美石小学校
- 加美町立中新田小学校
- 加美町立西小野田小学校
  - 加美町立西小野田小学校漆沢分校（2006年3月、閉校）
- 加美町立東小野田小学校
- 加美町立広原小学校
- 加美町立宮崎小学校
- 加美町立鳴瀬小学校
- 加美町立上多田川小学校（2014年3月、閉校）

## 交通

### 鉄道
現在、町内に鉄道路線は無い。鉄道を利用する場合の最寄り駅は、JR東日本陸羽東線西古川駅。
昔は仙台鉄道が走り、停車駅もあった。

### バス
- 高速バス（ミヤコーバス）
  - 仙台 - 加美線
    - 一部便は宮崎支所前/やくらい薬師の湯・やくらいガーデンまで延長運行していたが、2009年（平成21年）10月1日に廃止された。
- 路線バス（ミヤコーバス）
  - 色麻線

2010年（平成22年）10月1日に、ミヤコーバス小野田線・宮崎線が廃止。小野田・宮崎地区へは、中新田西町で加美町住民バスに乗り継ぎが必要。

### 道路
- 一般国道
  - 国道347号
  - 国道457号
- 都道府県道
  - 宮城県道156号小野田三本木線
  - 宮城県道157号中新田三本木線
  - 宮城県道159号柳沢中新田線
  - 宮城県道161号鳥屋崎小野田線
  - 宮城県道162号清水下狼塚線
  - 山形県道・宮城県道262号最上小野田線
  - 宮城県道267号鳴子小野田線

## 名所・旧跡・観光スポット・祭事・催事

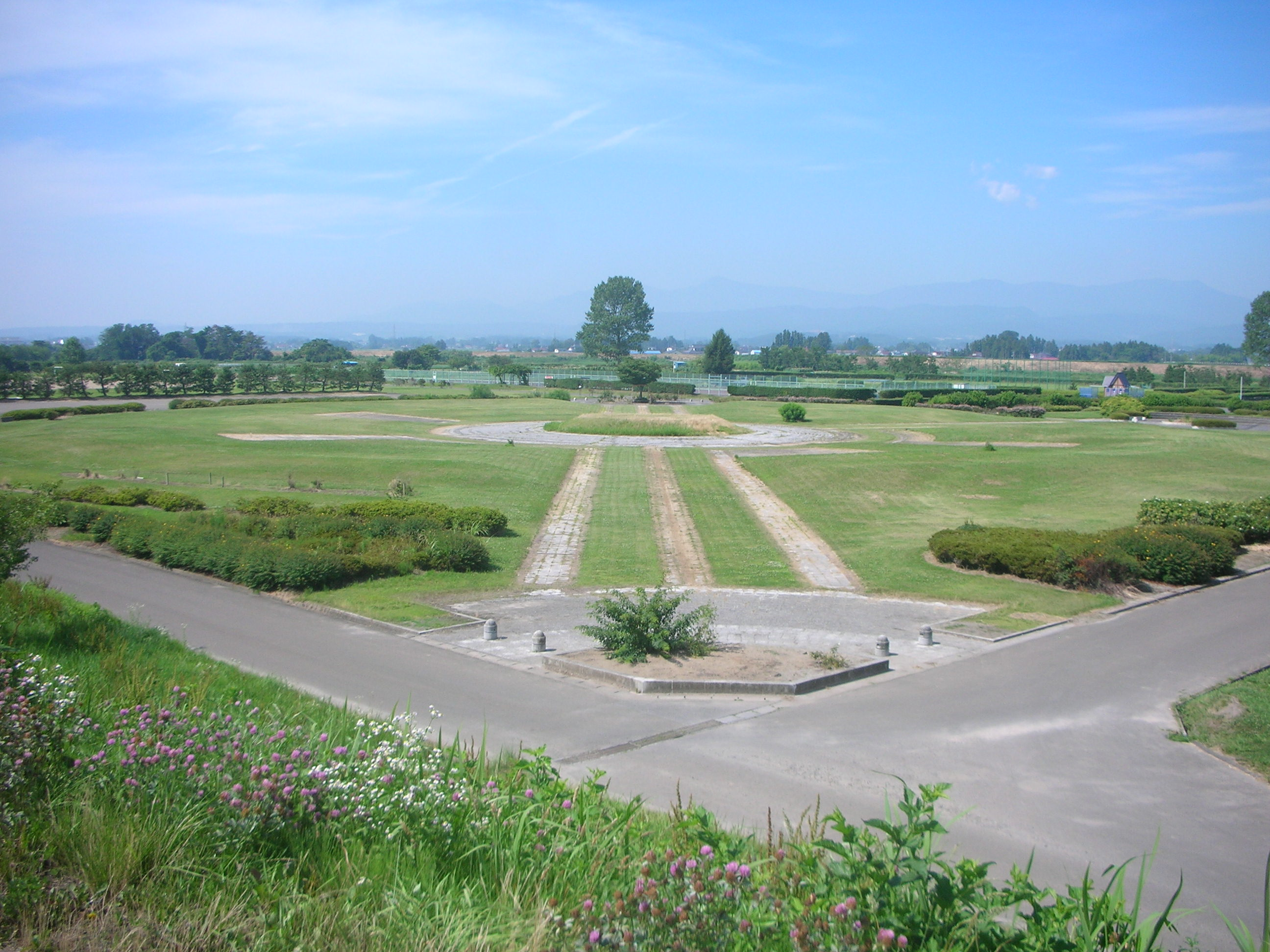
あゆの里中央公園

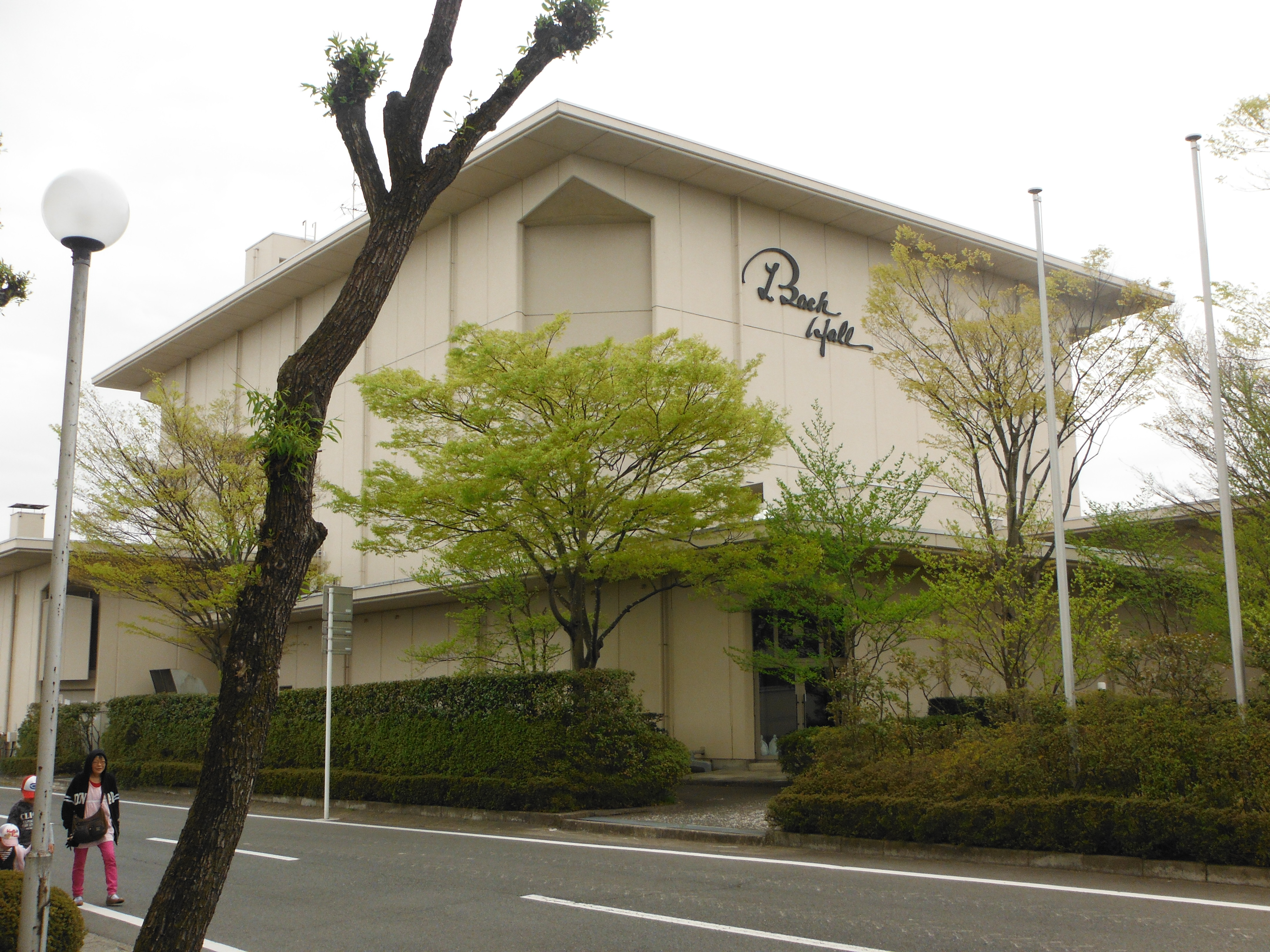
中新田バッハホール

荒沢の滝

- 中新田バッハホール
- あゆの里中央公園

### 史跡
- 城生柵跡
- 東山官衙遺跡
- 菜切谷廃寺跡
- 松本家住宅(国の重要文化財[5])

### 自然
- 荒沢の滝
- 薬萊山（やくらいさん）

加美富士とも呼ばれる標高553mの山で、ふもとに下記の各種レジャー施設が存在する。

### レジャー
- やくらい薬師の湯
- やくらいウォーターパーク
- 荒沢自然館
- やくらいリゾート
  - やくらいゴルフ倶楽部
  - やくらいガーデン
  - やくらいファミリースキー場
- 鳴瀬川カヌーレーシング競技場

### 祭事・イベント
- 小野田の田植踊り（宮城県指定無形民俗文化財）
- 火伏せの虎舞（宮城県指定無形民俗文化財）
- 薬莱三輪流神楽（宮城県指定無形民俗文化財）
- ドラゴンカヌー大会

## 出身有名人
- 中島鵬六 - 衆議院議員、弁護士
- 伊藤宗一郎 - 元第69代衆議院議長、元防衛庁長官、元科学技術庁長官、元総理府原子力委員会委員長、宮城県名誉県民
- 今野栄喜 - 元旭化成副社長、元蝶理社長
- 本間俊一 - 元衆議院議員、元中新田町長
- 本間俊太郎 - 元宮城県知事、元中新田町長
- 猪股洋文 - 加美町長
- 石山敬貴 - 元衆議院議員、加美町長
- 佐々木力 - 科学史研究の第一人者、中国科学院教授、東京大学教養学部教授
- 石川力山 - 仏教学者、駒澤大学教授
- 鈴鴨清美 - 宮城教育大学副学長、宮城学院女子大学教授、宮城県教育委員会教育長
- 伊藤健二 - 日本政策金融公庫副総裁
- 鈴木忠司 - 加美町顧問弁護士、仙台弁護士会副会長、仙台家庭裁判所調停委員
- 菅原大吉 - 俳優
- 伊藤春男 - プロ野球選手、毎日オリオンズ
- 髙階恵美子 - 参議院議員、厚生労働副大臣、厚生労働大臣政務官、自由民主党女性局長
- 成瀬川土左衛門 - 江戸時代の大相撲力士、「土左衛門」の語源とされる
- いがらしみきお - 漫画家
- 内出好吉 - 映画監督